# Salvia broussonetii
Salvia broussonetii es una especie de planta herbácea perteneciente a la familia de las lamiáceas. Es originaria de la isla de Tenerife en las Islas Canarias.

## Descripción
Es una planta arbustiva, que se diferencia por sus hojas pelosas ampliamente ovadas y por las inflorescencias ramificadas con flores cuya corola es blanca o rosada. Esta especie se incluye en el Catálogo de Especies Amenazadas de Canarias, como sensible a la alteración de su hábitat, en la isla de Tenerife. 

## Distribución
Salvia broussonetii es un endemismo de la isla de Tenerife.

## Taxonomía
Salvia broussonetii fue descrita por  George Bentham y publicado en Labiatarum Genera et Species 227. 1833.
Etimología
Ver: Salvia
broussonetii: dedicada a Pierre Marie Auguste Broussonet (1761-1807), científico francés y cónsul en Tenerife; posteriormente profesor de botánica en Montpellier. 
Sinonimia
- Salvia bolleana Noë ex Bolle, Bonplandia (Hannover) 8: 284 (1860).
- Salvia broussonetii Bolle, Bonplandia (Hannover) 8: 284 (1860), nom. illeg.[3]

## Nombre común
- Salvia orejaburro.